# Пасечнянская сельская община
Пасечнянская сельская общи́на (укр. Пасічнянська сільська громада) — территориальная община в Надворнянском районе Ивано-Франковской области Украины.
Административный центр — село Пасечная.
Население составляет 20848 человек. Площадь — 420 км².

## Населённые пункты
В состав общины входят 1 посёлок (Бытков) и 10 сёл:
- Белозорина
- Буковое
- Зелёная
- Максимец
- Мозолевка
- Пасечная
- Пнев
- Постоята
- Соколовица
- Черник